# Lisdiuretica
Lisdiuretica (enkelvoud: 'lisdiureticum') zijn waterafdrijvende geneesmiddelen die inwerken op de opstijgende tak van de lis van Henle van het nierlichaampje. Lisdiuretica verlagen een hoge bloeddruk, en verminderen oedeem ten gevolge van congestief hartlijden of nierinsufficiëntie. Ze werken meer bepaald in op de Na-K-2Cl transporter in het bredere gedeelte van het stijgend been van de lis van Henle en verhinderen zo de heropname van natrium- en chloride-ionen in het bloed. Daarnaast vermindert ook de heropname van calcium en magnesium, omdat die afhankelijk is van de natrium- en chloorconcentraties.  Hierdoor blijft de voorurine sterker geconcentreerd dan normaal, en dat vermindert de osmotische gradiënt naar het bloed. Er blijft meer voorurine in de nierlichaampjes en dat stroomt weg naar de verzamelbuisjes en de urineblaas. Het bloedvolume verkleint. 
Naast deze waterafdrijvende werking, zorgen lisdiuretica ook voor verwijding van de aders en van de bloedvaten in de nier. Lisdiuretica worden gebruikt bij oedeem afkomstig van hartfalen, levercirrose, nierfunctiebeperking of nefrotisch syndroom; bij hypertensie; intraveneus bij opstapeling van vocht in de hersenen of de longen. Als er nierfalen bestaat, dus een lage gfr, is er een hogere dosis van dit diureticum nodig om hetzelfde effect te blijven bereiken. Lisdiuretica kunnen bij nierfalen gecombineerd zijn met thiazidediuretica, omdat thiaziden tevens minder goed werken bij een gestoorde nierfunctie waardoor een lisdiureticum geïndiceerd is. Ook bij congestief hartfalen, of bij grote zoutinname, is er door het hogere zoutgehalte van het bloed, een grotere dosering lisdiureticum nodig om hetzelfde effect te bereiken. 
Er kan een verstoring ontstaan van het elektrolytenevenwicht van het bloed zoals te weinig natrium, te weinig kalium, te weinig magnesium, dehydratie of te veel urinezuur met jicht. Andere ongewenste effecten zijn duizeligheid, een lage bloeddruk, flauwvallen, en meer zeldzaam verstoring in de vetconcentratie van het bloed, verhoging van het creatininegehalte van het bloed, huiduitslag of gehoorstoornissen zoals oorsuizen en duizeligheid. 
De combinatie met niet-steroïdale anti-inflammatoire geneesmiddelen (NSAID) en met ACE-remmers kan schadelijk zijn voor de nieren door een verminderde glomerulaire druk. 
Voorbeelden van lisdiuretica zijn furosemide, bumetanide, ethacrinezuur en torasemide.